# NGC 853

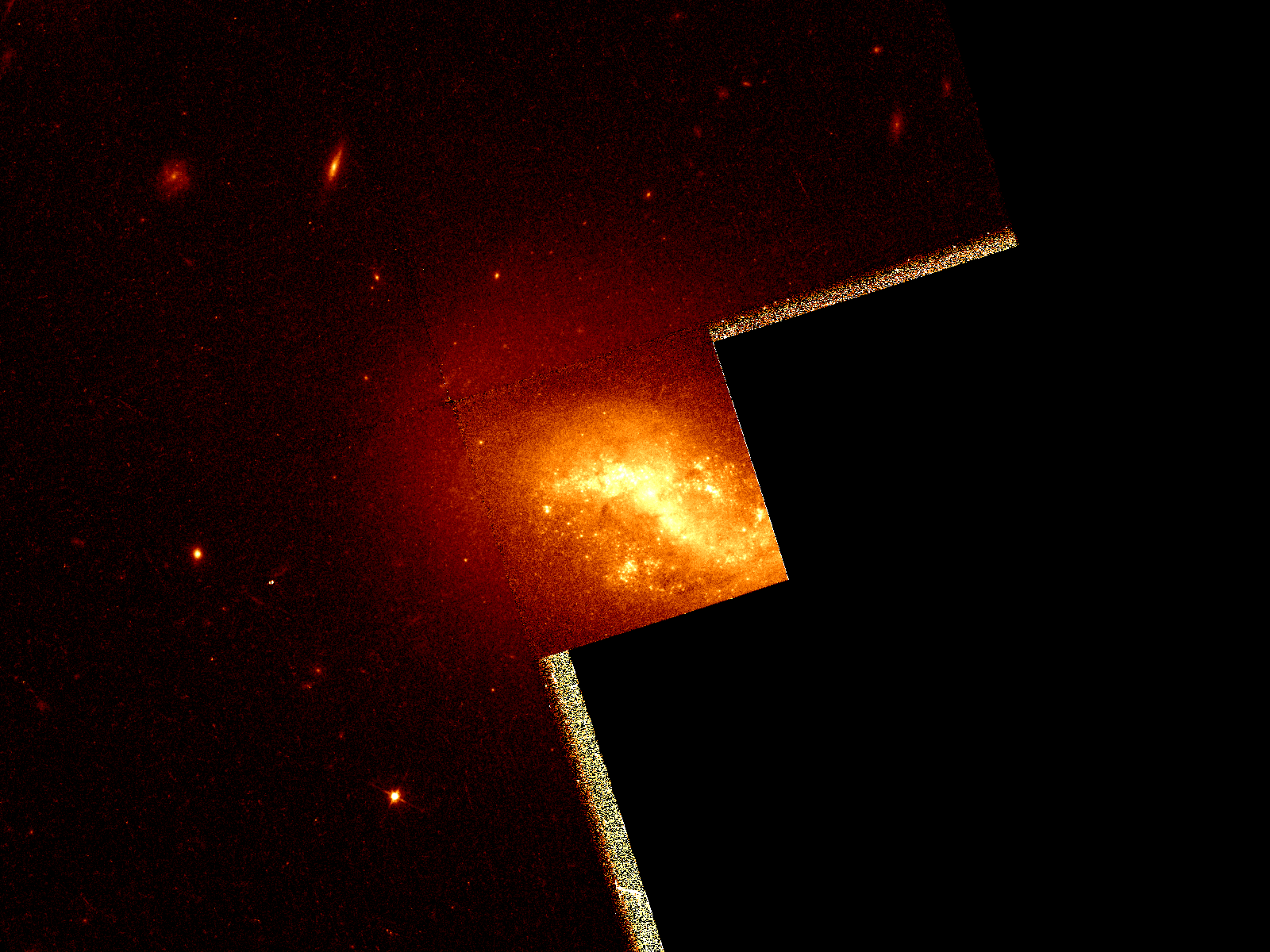
NGC 853 par le télescope spatial Hubble.

NGC 853 est une petite galaxie spirale magellanique située dans la constellation de la Baleine. NGC 853 a été découverte par l'astronome germano-britannique William Herschel en 1785.

## Caractéristiques
Sa vitesse par rapport au fond diffus cosmologique est de de 1 253 ± 18 km/s, ce qui correspond à une distance de Hubble de 18,5 ± 1,3 Mpc (∼60,3 millions d'al).
La classe de luminosité de NGC 853 est V et elle présente une large raie HI. Elle renferme également des régions d'hydrogène ionisé.